# الف شلتون
الف شلتون (به انگلیسی: Alf Shelton) بازیکن فوتبال زادهٔ ۱۱ سپتامبر ۱۸۶۵ اهل کشور انگلستان بود که سابقهٔ بازی در تیم ملی فوتبال انگلستان را در کارنامهٔ خود دارد. وی در تاریخ ۲ مارس ۱۸۸۹ نخستین بازی ملی خود را در مقابل تیم ملی فوتبال ایرلند انجام داد و با حضور در ۶ بازی ملی، در تاریخ ۲ آوریل ۱۸۹۲ واپسین بازی ملی‌اش را در برابر تیم ملی فوتبال اسکاتلند برگزار کرد.
این بازیکن توانسته در بازی‌های ملی، ۱ گل به ثمر برساند.